# Lake and Peninsula Borough
Lake and Peninsula Borough is een borough in de Amerikaanse staat Alaska.
De borough heeft een landoppervlakte van 61.595 km² en telt 1.823 inwoners (volkstelling 2000). De hoofdplaats is King Salmon.